# Centuria (manga)
Centuria (ケントゥリア Kenturia?) es un manga japonés, escrito e ilustrado por Tohru Kuramori. Serializada en Shōnen Jump+ de Shueisha desde abril de 2024. Los capítulos publicados hasta octubre de 2024 se han recopilado en dos volúmenes tankōbon.
Tohru Kuramori, trabajó en Chainsaw Man como asistente de Tatsuki Fujimoto.

## Argumento
Julián, tras matar al herrero al que fue vendido por su madre, huye como polizón en un barco de esclavos. Al ser descubierto, él mismo se convierte en un esclavo, pero es acogido por el grupo, especialmente por Mira, una esclava embarazada que comparte su comida con él y lo toma bajo su protección. Debido a estar endeudado, el capitán decide asesinar a los esclavos, lo que invoca accidentalmente a una entidad marina sobrenatural. Reconociendo la sangre de los esclavos como un sacrificio, el monstruo otorga a Julián la fuerza y las vidas combinadas de los 100 esclavos. Ahora, fortalecido y en deuda con los esclavos asesinados, Julián y Diana, la hija recién nacida de Mira, se dirigen a un nuevo país.

## Personajes
Julián (ユリアン Yurian?)
Julián es un ex-esclavo que ha decidido utilizar su nueva libertad para criar y proporcionar una vida féliz a su hermana adoptiva, Diana.
Diana (ディアナ?)
Diana es la hija pequeña de Mira y la hermana adoptiva de Julián, que según una profecía, está destinada a provocar la caída del Rey.
Angvall (アンヴァル Anvaru?)
Angvall, también conocida como la Criniera Incomparable (比類 なき たてがみ Hirui Naki Tategami?), es un caballero del Reino, además de cuidar de Titi, Julián y Diana.
Titi (ティティ?)
Titi es una joven que quedó huérfana durante la Guerra del Oeste, fue acogida y criada por Angvall.
Lukas (ルーカス Rukasu?)
Lukas es un amable ex-mercenario que entabla amistad con Julian y Diana durante su estancia en el pueblo.
Mira (ミラ Mira?)
Mira era una esclava embarazada, y más tarde da a luz a Diana. Se hizo muy amiga de Julián y le enseñó lo que es el cariño humano.
Hillars (ヒラルス Hirarusu?)
Hillars es el más viejo de los esclavos, trata a Julián con amabilidad y fue de los primeros en defenderlo en el barco.
El Rey
El Rey, también aclamado como el Lord Supremo (至 高き 君 Ito Takaki Kimi?), es el benevolente gobernante del reino, admirado por Angvall. Posee poderes sobrenaturale similares a los de Julián.
Elstri (エルストリ Erusutori?)
Elstri es una profetisa y asistente cercana al Rey que lo sirve desde las sombras, siendo famosa por sus precisas adivinaciones. Es ella quien predijo que Diana traerá una gran calamidad al reino en el futuro.
Arkos (アルコス Arukosu?)
Arkos es el egoísta y nihilista hijo del rey, que sirve como único defensor de la frontera occidental, gracias a que posee poderes similares a los de Julián, heredados de su padre.
Lacrima (ラクリマ Rakururima?)
La princesa Lacrima es la impetuosa hermana pequeña de Arkos, posee poderes similares a los de su hermano.
Monstruo Pulpo (タコ の 妖怪 Tako no Kaibutsu?)
El Monstruo Pulpo es un monstruo que habita en la Zona Alode. Es invocada cuando se hacen sacrificios humanos en el océano, y a cambio concede un único deseo a quien realiza el sacrificio. En el caso de Julián, le concedió las vidas y poderes de los 100 esclavos.

## Publicación
Centuria está escrita e ilustrada por Tohru Kuramori. Comenzó su serialización en la aplicación y el sitio web Shōnen Jump+ de Shueisha el 8 de abril de 2024. El primer volumen fue lanzado el 4 de julio de 2024 seguido del segundo volumen el 4 de octubre de 2024. La serie se publica simultáneamente en inglés en la plataforma Manga Plus de Shueisha.

## Recepción
La influencia de Berserk en Centuria ha sido destacada por críticos como Vanessa Piña de Screen Rant, quien elogio en modo particular su arte y los diseños de los monstruos.El manga fue nominado a los Next Manga Awards 2024 en la categoría Mejor Manga Web, obteniendo el séptimo lugar entre 69 nominados.
El capítulo 6 acumuló más de 255 000 visitas en Manga Plus, superando obras populares como Dandadan y Sakamoto Days.